# Amblypodia agnis
Amblypodia agnis är en fjärilsart som beskrevs av Felder 1865. Amblypodia agnis ingår i släktet Amblypodia och familjen juvelvingar. Inga underarter finns listade i Catalogue of Life.